# Алунджень
Алунджень, Алунджені (рум. Alungeni) — село у повіті Ковасна в Румунії. Входить до складу комуни Турія.
Село розташоване на відстані 175 км на північ від Бухареста, 25 км на північний схід від Сфинту-Георге, 51 км на північний схід від Брашова.

## Населення
За даними перепису населення 2002 року у селі проживали 350 осіб, з них 348 осіб (99,4%) угорців. Рідною мовою 348 осіб (99,4%) назвали угорську.